# Alfred Domett
Alfred Domett (20 de maig de 1811 - 2 de novembre de 1887) va ser un polític de Nova Zelanda i poeta. Ell va ser el 4è primer ministre de Nova Zelanda, i va governar entre 1862 i 1863.